# 陈世贵
陈世贵（1949年10月—），云南宣威人，中华人民共和国政治人物。

## 生平
1949年10月，陈世贵出生在云南省宣威县（今宣威市）。
1969年9月，陈世贵在宣威县热水乡述迤小学教书，1971年1月调入宣威县第六中学。1973年，陈世贵进入昆明师范学院（今云南师范大学）数学系学习，次年8月毕业后回到宣威县第六中学，出任团总支书记。
1978年7月，陈世贵进入政界，出任宣威县文教局招生办副主任。1980年4月，陈世贵加入中国共产党，同年9月调入中共宣威县委办公室工作。1982年10月，陈世贵转任宣威县榕城公社党委副书记，1985年8月升任书记。1987年4月，陈世贵升任宣威县人民政府副县长，1992年12月成为代理县长，1993年3月升任县长兼党委副书记，1994年2月（宣威县升市）兼任宣威开发区管委会主任。
1997年10月，陈世贵出任曲靖市人民政府副市长、党组成员。2002年2月，陈世贵出任中共曲靖市委常委、市政府常务副市长、党组副书记。同年12月任曲靖市委副书记。

### 落马
2024年5月30日，陈世贵涉嫌严重违纪违法，已主动投案，接受云南省纪委监委纪律审查和监察调查。原中共曲靖市委书记高劲松、原曲靖市人民政府市长岳跃生、曲靖市人大常委会主任陈世禹、曲靖市人民政府副市长李金林已经落马。同年6月，其子云南保山市市长陈锐离世。